# Mesochorus dissimilis
Mesochorus dissimilis là một loài tò vò trong họ Ichneumonidae.